# Sebeș
Sebeș (ungarsk: Szászsebes, tysk: Mühlbach) er en by i distriktet Alba i Rumænien.
Byen blev grundlagt af tyske indvandrere i middelalderen. Kong Johan 1. af Ungarn døde her i 1540.